# Gwido Chmarzyński

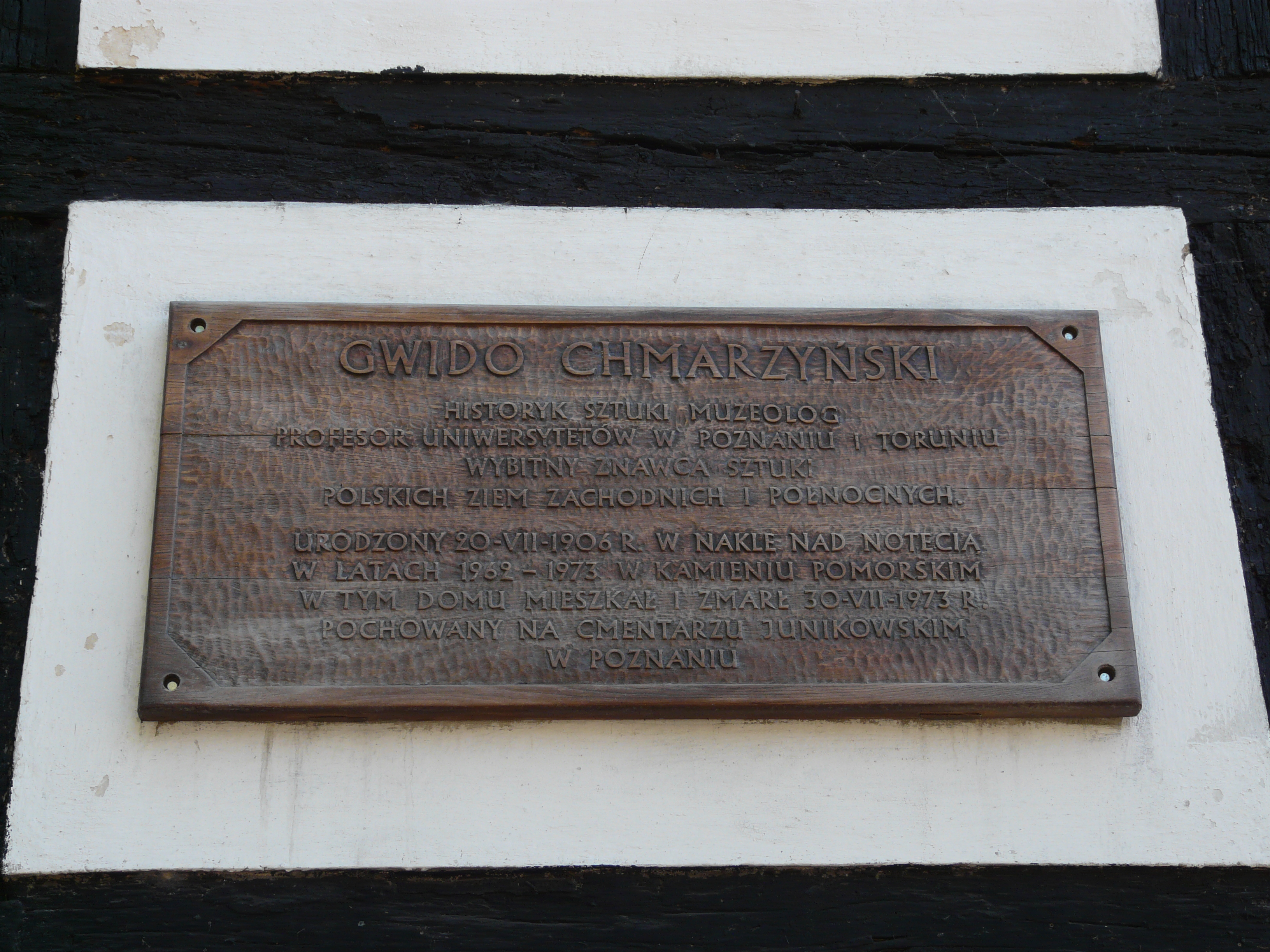
Tablica na dawnej plebanii w Kamieniu Pomorskim

Gwido Chmarzyński (ur. 20 lipca 1906 w Nakle nad Notecią, zm. 30 lipca 1973 w Kamieniu Pomorskim) – polski historyk sztuki i muzeolog. 

## Życiorys
Pochodził z rodziny inteligenckiej. Uczęszczał do gimnazjum państwowego w Nakle (1913–1921), a następnie do Gimnazjum im. Karola Marcinkowskiego w Poznaniu, gdzie w 1924 roku zdał maturę. 
Studiował historię sztuki na Uniwersytecie Warszawskim (1924–1925), Poznańskim (1925–1928), w następnych na Uniwersytecie Jagiellońskim uczęszczał na studia uzupełniające z zakresu historii sztuki średniowiecznej i bizantyńskiej. Jego wykładowcą był Szczęsny Dettloff. 23 grudnia 1932 roku uzyskał stopień doktora cum laude na Uniwersytecie Poznańskim, tematem jego pracy był Sarkofag Bolesława Chrobrego w Poznaniu i problem średniowiecznej plastyki sarkofagowej. 
1 lipca 1929 został powołany na stanowisko kustosza Muzeum Miejskiego w Toruniu. Kierował nim do grudnia 1934 roku. Doprowadził do tego, że w 1930 zbiory Towarzystwa Naukowego przekazano w depozyt, powiększając Muzeum Miejskie. Równolegle w latach 1929–1931 Chmarzyński pełnił obowiązki pomocnika wojewódzkiego konserwatora zabytków. W styczniu 1935 roku został zatrudniony na stanowisku adiunkta w Katedrze Historii Sztuki Uniwersytetu Poznańskiego.
W czasie II wojny światowej przebywał w Krakowie, zaangażował się w tajne nauczanie na UJ (1943–1944). W sierpniu 1944 trafił do obozu koncentracyjnego w Płaszowie, wyszedł z niego miesiąc później. W latach 1944–1945 pełnił funkcję przewodniczącego rady nadzorczej Spółdzielni Wydawniczej „Czytelnik” w Krakowie. 
W 1945 roku wrócił do Poznania, kontynuował pracę naukową na Uniwersytecie Poznańskim, w latach 1945–1948 był też dyrektorem Muzeum Wielkopolskim w Poznaniu. 29 października 1947 odznaczony Krzyżem Kawalerskim Orderu Odrodzenia Polski.
Od 1951 roku współpracował z Uniwersytetem Mikołaja Kopernika w Toruniu, początkowo prowadząc wykłady i ćwiczenia, w latach 1959–1969 pełnił funkcję kierownika Katedry Historii Sztuki na Wydziale Sztuk Pięknych. W latach 1962–1964 pełnił funkcję dziekana Wydziału Sztuk Pięknych.  
Zmarł 30 lipca 1973 w Kamieniu Pomorskim, został pochowany na Cmentarzu Junikowskim w Poznaniu.